# Aven Romale
«Aven Romale» (Pasen, gitanos), es una canción por el grupo checo Gipsy.cz que representó a la  República Checa en el Festival de la Canción de Eurovisión 2009, que tuvo lugar en Moscú, Rusia.
Fue anunciado durante las horas tempranas del 15 de marzo de 2009.